# Addio giovinezza!

Addio giovinezza! (Adieu jeunesse !) est une comédie de Sandro Camasio et Nino Oxilia, baptisés les dioscuri (dioscures) dans le milieu de la Goliardia turinoise au début du XXe siècle, en raison de leur solide amitié doublée d'une collaboration littéraire.
Elle fut représentée pour la première fois au Théâtre Manzoni de Milan le 27 mars 1911 par la compagnie Talli-Melato et le 4 avril suivant au Carignano de Turin par la compagnie Falconi-Di Lorenzo.
En 1915 fut représentée pour la première fois à Livourne l'opérette homonyme de Giuseppe Pietri.
Cette comédie a servi en Italie de scénario à quatre films : en 1913, 1918, 1927 et 1940, ainsi qu'à deux adaptations pour la télévision.

## Sources
- (it) Cet article est partiellement ou en totalité issu de l’article de Wikipédia en italien intitulé « Addio giovinezza! (operetta) » (voir la liste des auteurs).